# Vilém Eckhardt
Vilém Eckhardt (30. ledna 1907 Žižkov – 5. prosince 1991 Meersburg, Německo) byl český podnikatel, podporovatel protinacistického odboje.

## Život

### Mládí a studia
Narodil se v rodině skladníka Josefa Eckhardta a jeho manželky Anny, rozené Růžičkové. Vyrůstal ve skromných poměrech, byl členem vodních skautů, známého oddílu Dvojka.[[[Wikipedie:Rozpor|rozpor]]] Vystudoval čtyři třídy reálného gymnázia a poté smíchovskou vyšší průmyslovou školu. Maturoval v roce 1926, v roce 1927 začal podnikat a současně studovat na pražské technice. Studium ale vzhledem k náročnosti podnikání nedokončil.

### Podnikatel
Od roku 1927 se stal podnikatelem, nejprve jako majitel pražského závodu Eckhardt a spol., který od roku 1936 přesídlil do Chotěboře.

### Odbojová činnost
V době nacistické okupace vyvíjel Vilém Eckhardt řadu odbojových aktivit, např.:
Do doby napadení Francie (květen–červen 1940) a Jugoslávie (duben 1941) mohl Vilém Eckhardt tyto země služebně navštěvovat, což mu umožnilo zprostředkovat spojení mezi domácím a zahraničním odbojem. Cesty do zahraničí se mu podařilo obnovit v roce 1943, kdy vycestoval do Paříže a Stockholmu. Při pobytu v zahraničí předával tamnímu odboji finanční částky a zpravodajské informace.
Zaměstnáním v chotěbořské továrně uchránil Vilém Eckhardt několik stovek lidí před totálním nasazením do Německa. Od konce roku 1944 byli zde fiktivně zaměstnáváni i příslušníci odboje, kteří do práce nedocházeli, ale pobírali mzdu. Počátkem roku 1945 navázal aktivní spojení s partyzánskou skupinou Jan Kozina, které předával požadované informace.

### Po roce 1945
Po znárodnění firmy Eckhardt a spol. v roce 1945 zůstal do roku 1947 v Chotěbořských strojírnách ve funkci generálního ředitele, poté ještě pracoval na ministerstvu a u pražské firmy Bitola. V létě roku 1949 byl držen ve vyšetřovací vazbě. Když se po intervencích podařilo dosáhnout jeho propuštění, překročil 21. října 1949 ilegálně hranice a uprchl nejprve do Paříže, kde založil inženýrsko–poradenskou firmu DRIAM. Manželka s dětmi zůstala v Československu a styk s ní udržoval pouze písemně nebo při návštěvách třetích zemí. Starší dcera emigrovala v roce 1968.
Jako třiaosmdesátiletý ještě navštívil v roce 1990 Chotěbořské strojírny. Při tom nabídl podniku k využití své patenty a možnost využití svého jména.

### Rodinný život
Dne 27. června 1931 se oženil se Šárkou Šebkovou, dcerou ministerského rady JUDr. Josefa Šebka, se kterou se seznámil v trampské osadě. Manželé Eckhardtovi měli dvě dcery a dva syny. Po Eckhardtově emigraci v roce 1949 zůstala manželka Šárka s dětmi v Československu a styk s ní udržoval pouze písemně nebo při návštěvách třetích zemí. Starší dcera emigrovala v roce 1968.

## Dílo

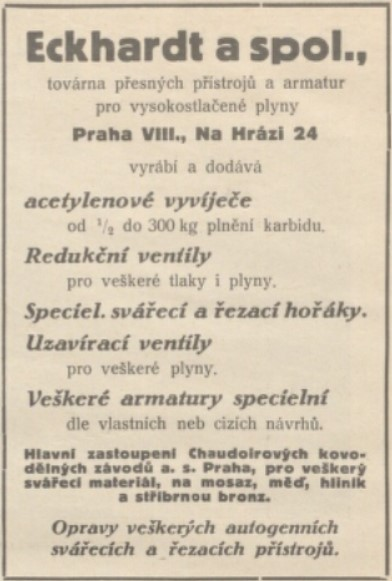
Inzerát firmy Eckhardt a spol. (1933)

### Pražská firma Eckhardt a spol.

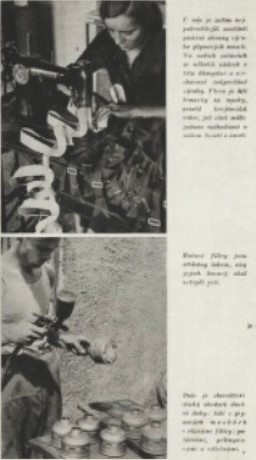
Výroba plynových masek v pražském závodě (1935)

V roce 1927 založil Vilém Eckhardt, s pomocí kapitálu, který mu poskytnul otec, dílnu na výrobu acetylenových vyvíječů. Při založení měla firma jednoho mistra, jednoho dělníka a dva učně. V roce 1929 zde již pracovalo 20 zaměstnanců. Hospodářská krize, která postihla Československo počátkem 30. let 20. století, přinesla nutnost hledání nového výrobního programu; nejúspěšnějším byla výroba plynových masek a protiplynových filtrů. V roce 1934 získala firma první zakázku od největšího odběratele plynových masek v ČSR – ministerstva národní obrany – na 5 000 kusů.
Dále narůstající objednávky si vynutily přesun výroby do Chotěboře. V Praze firma zachovala kancelář v Praze VIII., Na Hrázi 24.

#### Zajímavost
Pražský závod Viléma Eckhardta udával adresu Praha VIII, Na Hrázi 24. Stejnou adresu měl legendární dům proslavený pobytem Bohumila Hrabala (a Vladimíra Boudníka) v 50.–70. letech 20. století. Ve zdrojích je podle Hrabalova výroku označován jako bývalá kovárna. Dům byl v roce 1988 zbořen v souvislosti s výstavbou stanice metra Palmovka a navazujícího autobusového nádraží, stojí zde tzv. Hrabalova zeď.

### Společnost ESA v Hlinsku
V roce 1943 zakoupili spolu s Janem Prošvicem v Hlinsku část továrního objektu a založili akciovou společnost ESA (předchůdce dnešní firmy ETA). Ta vyráběla elektrotechnické výrobky (elektrické žehličky). Společnost byla v roce 1948 znárodněna a začleněna jako výrobní závod pod správu pražského národního podniku Elektro-Praga.

### Závod v Chotěboři

#### Do konce druhé světové války

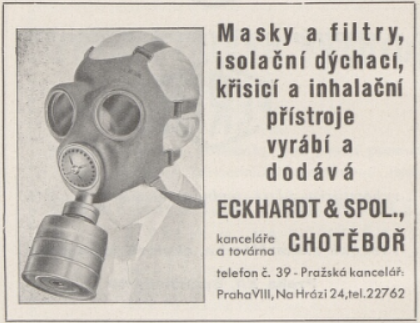
Plynová maska vyráběná v Chotěboři (1938)

V létě 1936 (ohrožení Československa nacistickým Německem již bylo zřejmé) požádalo ministerstvo národní obrany Viléma Eckhardta ze strategických důvodů o přesunutí výroby na Slovenska. Protože konkurenční výroba již existovala na Slovensku i na Moravě, došlo k dohodě o přesunu pražské výroby na hranice Čech a Moravy, tj. do Chotěboře. Jednalo se o Eckhardtovu soukromou investici, stát hradil pouze náklady na stěhování.
Vilém Eckhardt zakoupil v roce 1936 továrnu tkalcovnu Klazar v Chotěboři, která byla postižena hospodářskou krizí.Výrobní kapacity se rychle rozšiřovaly a počátkem roku 1939 zaměstnávala firma v Chotěboři 1 200 dělníků. Po vzniku 2. republiky (po Mnichovské dohodě) rušil stát své objednávky, což přivedlo do obtíží i firmu Eckhardt a spol. Ještě před vznikem Protektorátu se Eckhardtovi podařilo prodat Francii 1 700 000 filtrů do plynových masek, což problémy vyřešilo.
Za okupace pracovalo v chotěbořské továrně asi 2 000 zaměstnanců, z nichž řadu Vilém Eckhardt zachránil před totálním nasazením do Německa. Podnik se snažil se vyhnout válečným dodávkám jinou výrobou, většina zde vyrobených leteckých součástek zůstala v závodě až do dubna 1945. (viz výše subkapitola Spolupráce s odbojem.)

#### Po osvobození

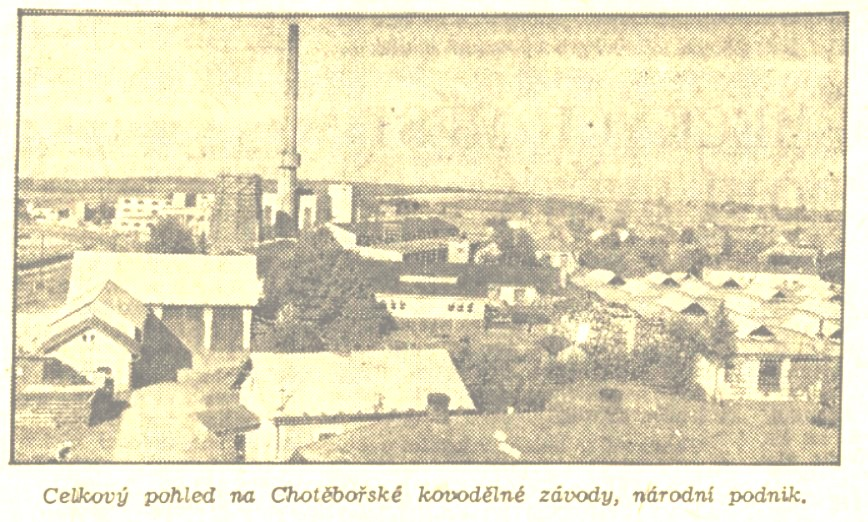
Chotěbořské kovodělné závody (dříve Eckhardt a spol., 1947)

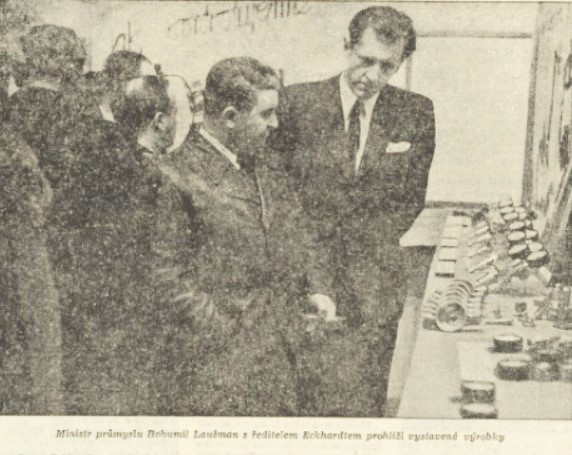
Ministr Laušman a Vilém Eckhardt při prohlídce závodu v Chotěboři (1947)

Vyhláškou ministra průmyslu ze dne 27. prosince 1945 firma Eckhardt a spol. znárodněna a po znárodnění přejmenována na Chotěbořské kovodělné závody. V roce 1947 zde pracovalo 1 100 lidí (největší podnik na Českomoravské vrchovině). Podnik se přeorientoval na mírovou výrobu, vyráběly se zde především důlní lampy, řezací a svářecí přístroje, dále např. na konve na mléko.
Dne 1. února 1947 navštívil již znárodněné Chotěbořské kovodělné závody tehdejší ministr průmyslu Bohumil Laušman. O pozici bývalého majitele Viléma Eckhardta svědčí to, že jako ředitel ministra během návštěvy doprovázel.
Od roku 1951 se Chotěbořské kovodělné závody orientovaly na výrobky pro mlékárenský průmyslu, později i pro pivovarnictví. Postupně se výroba rozšiřovala a podnik významně exportoval své výrobky. Po roce 1990 se Chotěbořské strojírny s. p. rozdělily na samostatné firmy Chotěbořské strojírny služby a.s., TENEZ a.s., NATE a.s., GCE Autogen s.r.o.

## Patenty Viléma Eckhardta
Vilém Eckhardt byl autorem několika patentů:
- Letecký výškový dýchací přístroj (1936)[12]
- Reliéfová maska (1942)[13]
- Filtrační vložka pro dýchací přístroje (1949)[14]